# Little Mell Fell
Little Mell Fell är en kulle i Storbritannien.   Den ligger i grevskapet Cumbria och riksdelen England, i den centrala delen av landet, 400 km nordväst om huvudstaden London. Toppen på Little Mell Fell är 505 meter över havet, eller 224 meter över den omgivande terrängen. Bredden vid basen är 5,2 km.
Terrängen runt Little Mell Fell är kuperad åt sydväst, men åt nordost är den platt.Runt Little Mell Fell är det ganska glesbefolkat, med 24 invånare per kvadratkilometer. Närmaste större samhälle är Penrith, 10,8 km nordost om Little Mell Fell. Trakten runt Little Mell Fell består i huvudsak av gräsmarker.